# Łobzów (Kraków)

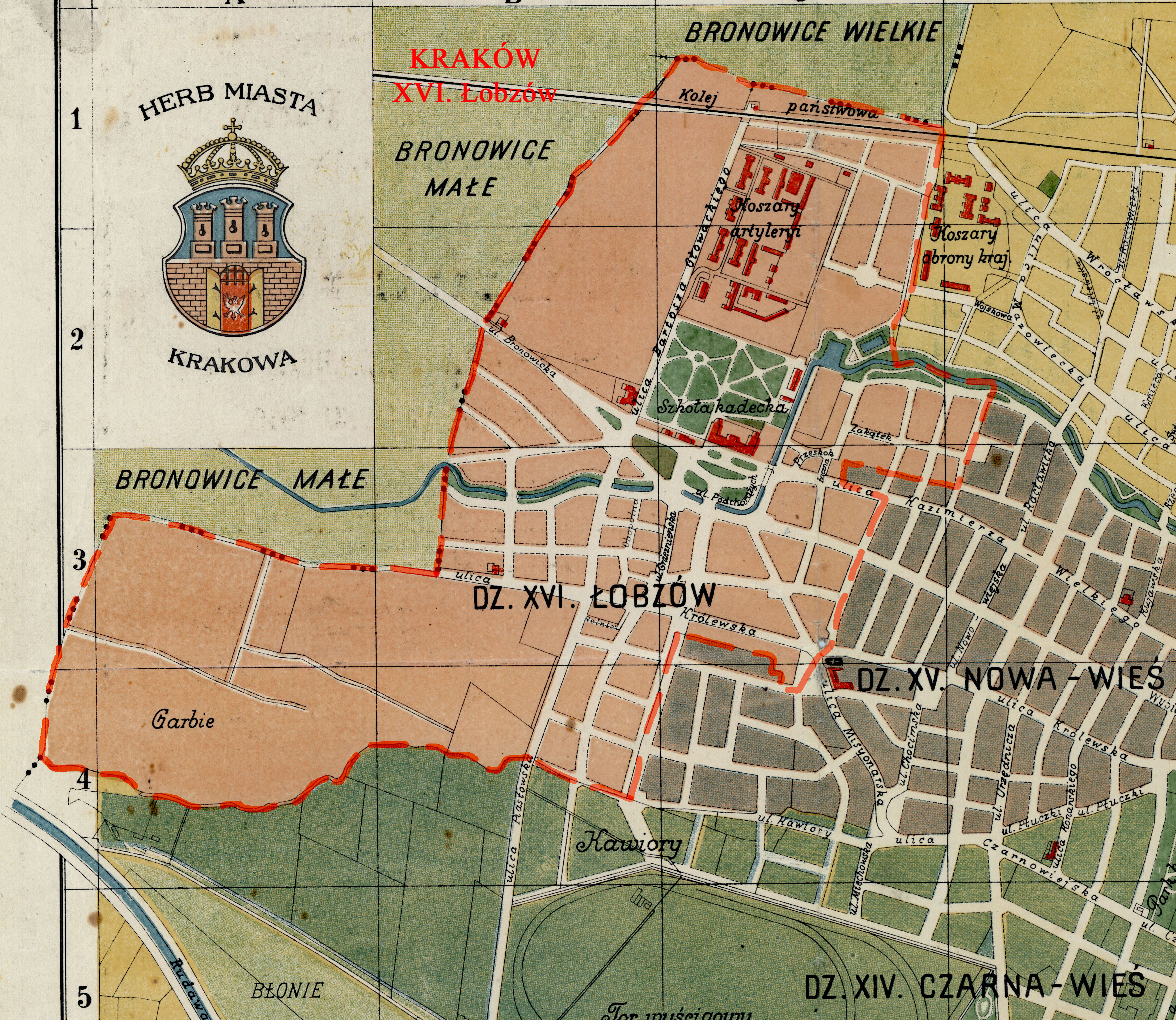
Łobzów na planie z 1916 roku jako dzielnica Krakowa.

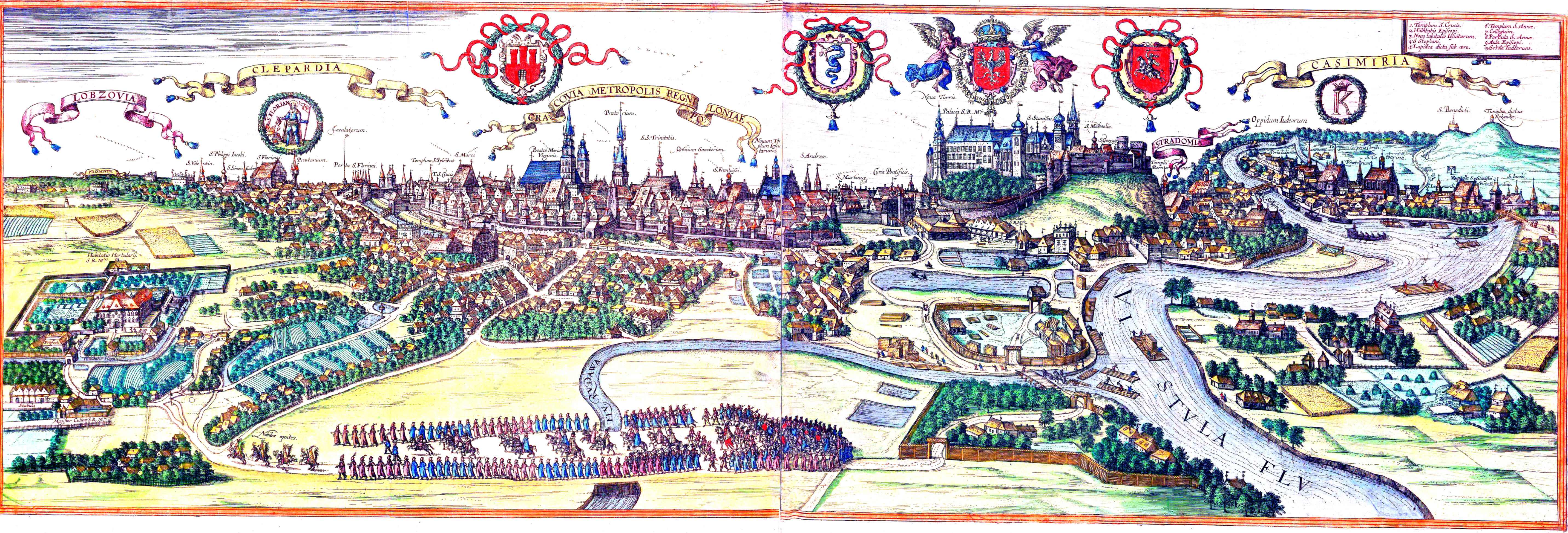
Widok Krakowa, Stradomia, Kleparza, Kazimierza i Łobzowa z atlasu Civitates orbis terrarum Georga Brauna i Fransa Hogenberga z 1618 roku

Łobzów – obszar Krakowa wchodzący w skład Dzielnicy V Krowodrza i Dzielnicy VI Bronowice.
Wieś królewska, położona w drugiej połowie XVI wieku w powiecie proszowickim województwa krakowskiego, należała do wielkorządów krakowskich. Włączana do Krakowa jako odrębna jednostka administracyjna w latach 1791–1792, 1838–1853 oraz od 1910 (jako XVI dzielnica katastralna) do dziś (w obecnym podziale administracyjnym miasta Krakowa historyczny Łobzów został podzielony pomiędzy sąsiednie dzielnice: V Krowodrza i VI Bronowice).

## Historia
W Łobzowie mieści się Pałac Królewski wzniesiony za panowania Kazimierza Wielkiego. Mieściła się tam letnia rezydencja królewska. W 1357 prawdopodobnie powstał tam gotycki zamek Kazimierza Wielkiego, którą przekształcił w manierystyczny pałac Stefan Batory. Prace te wykonał Santi Gucci, który zaprojektował także rozległy ogród. Kolejne przemiany miały miejsce za panowania Zygmunta III, kiedy to Giovanni Trevano nadał pałacowi szatę barokową. W latach 1642–1646 odrestaurowano budowlę. W XVIII wieku Łobzów podupadł. Po III rozbiorze Polski austriackie władze odebrały Łobzów uniwersytetowi. W 1875 w pałacu zorganizowana została Szkoła Kadetów Piechoty. Obecnie gmach pałacu należy do Politechniki Krakowskiej.
Według austriackiego spisu ludności z 1900 w 86 budynkach w Łobzowie na obszarze 140 hektarów mieszkały 1364 osoby, z czego 1301 (95,4%) było katolikami, 27 (2%) wyznawcami judaizmu, 16 (1,2%) grekokatolikami, a 20 (1,5%) innej religii lub wyznania, 997 (73,1%) było polsko-, 255 (18,7%) niemiecko-, 15 (1,1%) rusko-, a 82 (6%) innojęzycznymi.
Teren dawnej rezydencji od strony wschodniej okala mur zbudowany w czasach Stefana Batorego. W jego obrębie znajduje się Ogród Łobzów. Przez teren rezydencji przepływała niegdyś rzeka Młynówka Królewska, zasypana w latach 60. i 70. XX wieku, obecnie stanowiąca deptak. Część terenu rezydencji zajmuje jednostka wojskowa. Na jej terenie mieści się stadion WKS „Wawel” założonego w 1919.
W dwudziestoleciu międzywojennym w Łobzowie stacjonowały następujące jednostki Wojska Polskiego:
- Korpus Kadetów Nr 1 (1918–1921)
- 20 Pułk Piechoty Ziemi Krakowskiej
- 6 Pułk Artylerii Lekkiej
- Szkoła Podchorążych Rezerwy Piechoty Nr 5 (1927–1928)
- Batalion Podchorążych Rezerwy Piechoty Nr 5 (1928–1929).

W 1927 r. księża michalici na potrzeby Wydawnictwa Powściągliwość i Praca nabyli drukarnię od Czesława Lipińskiego przy ul. Kazimierza Wielkiego 95. W 1945 r. przenieśli tu swoje Wyższe Seminarium Duchowne, istniejące do dziś. W kwietniu 1950 r. drukarnia została upaństwowiona przez władze komunistyczne. Na zabranym zakonnikom ogrodzie postawiono mieszkalne bloki czteropiętrowe, których budowę ukończono w 1970
W 1994 przy ul. Kijowskiej powstał nowy kościół parafialny pw. bł. Anieli Salawy księży misjonarzy.

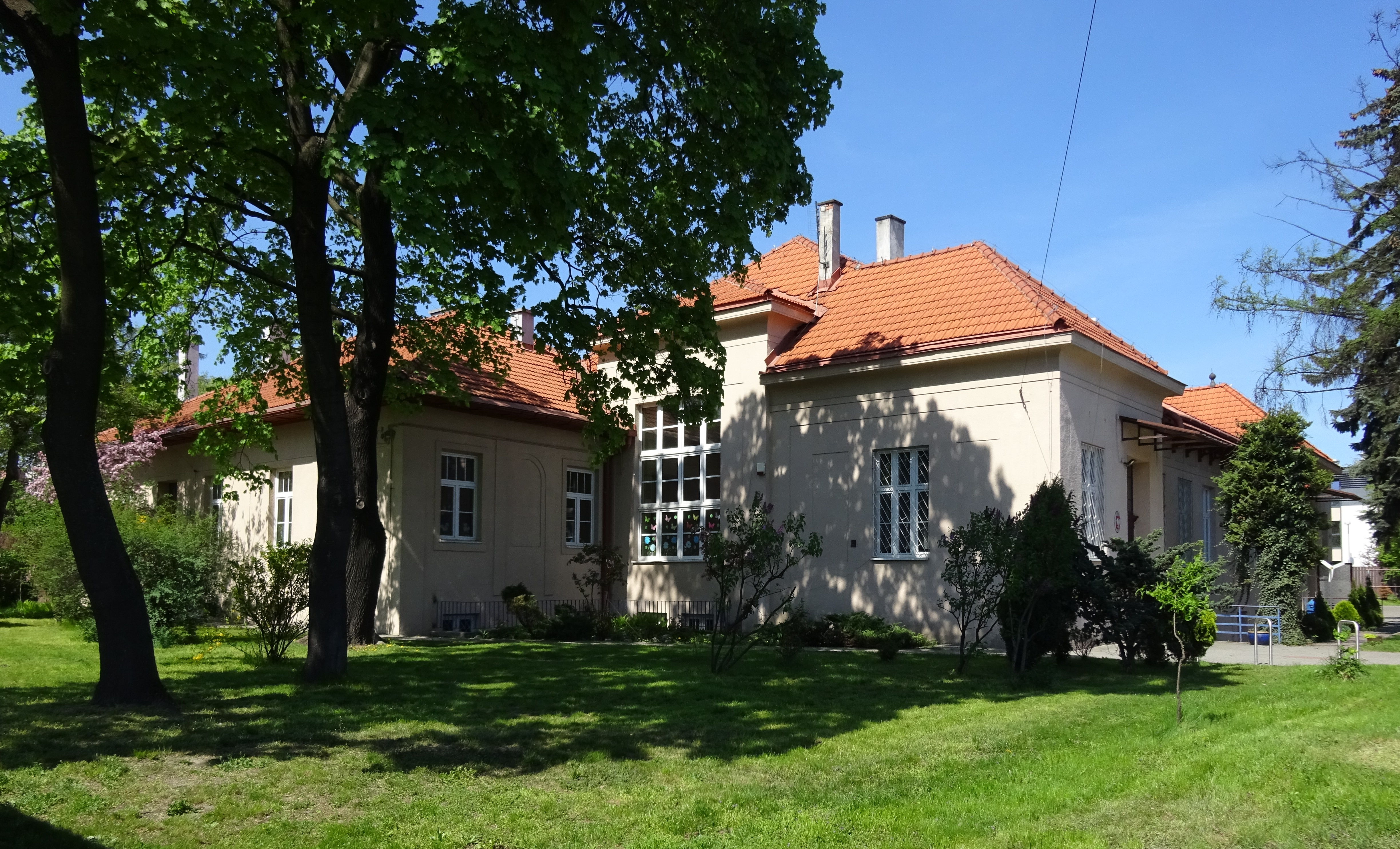
Dawna szkoła ludowa (obecnie przedszkole samorządowe nr 82), ul. Głowackiego 2 (proj. Jan Zawiejski, 1913-1915)
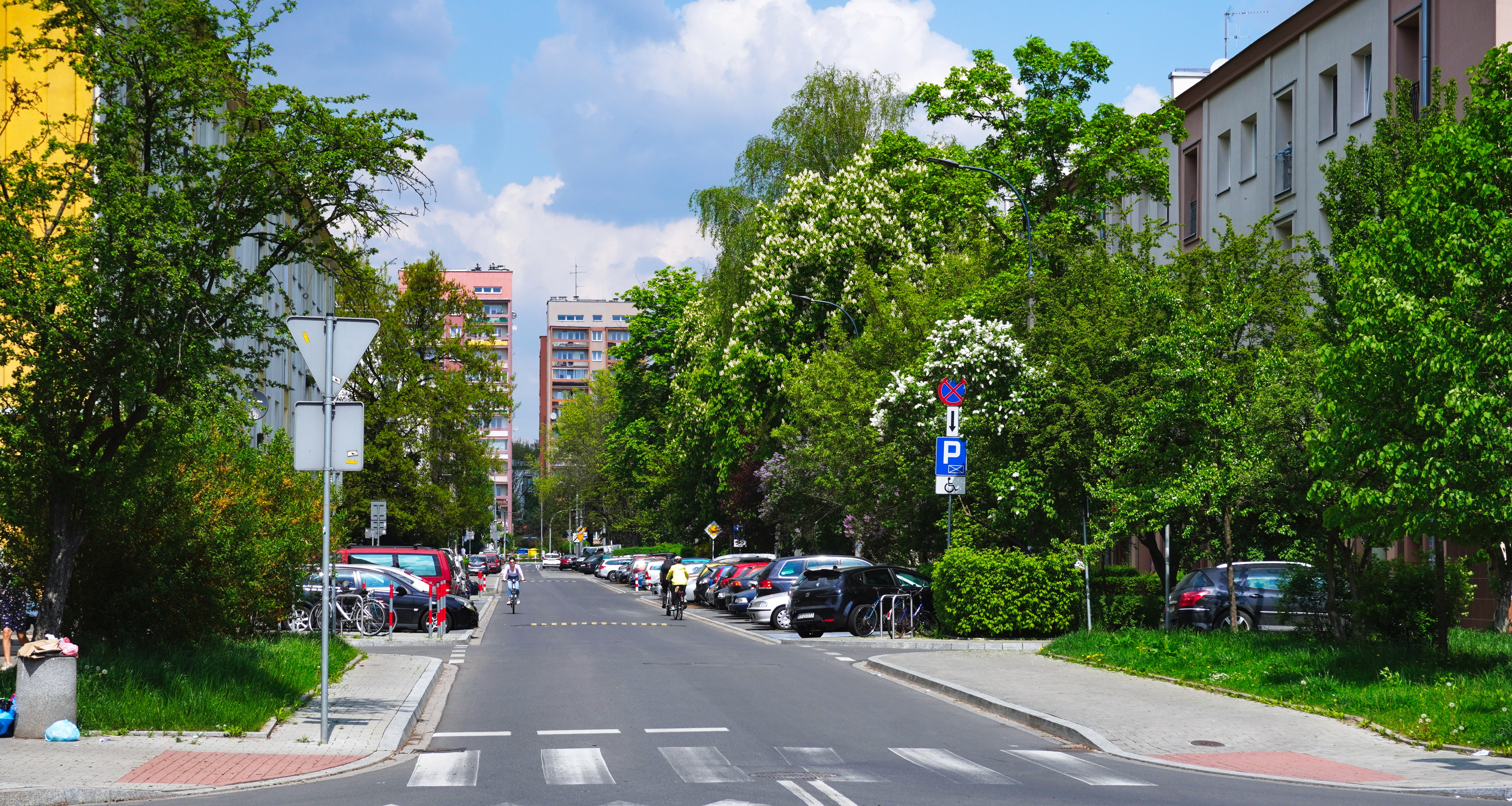
Ulica Lucjana Rydla
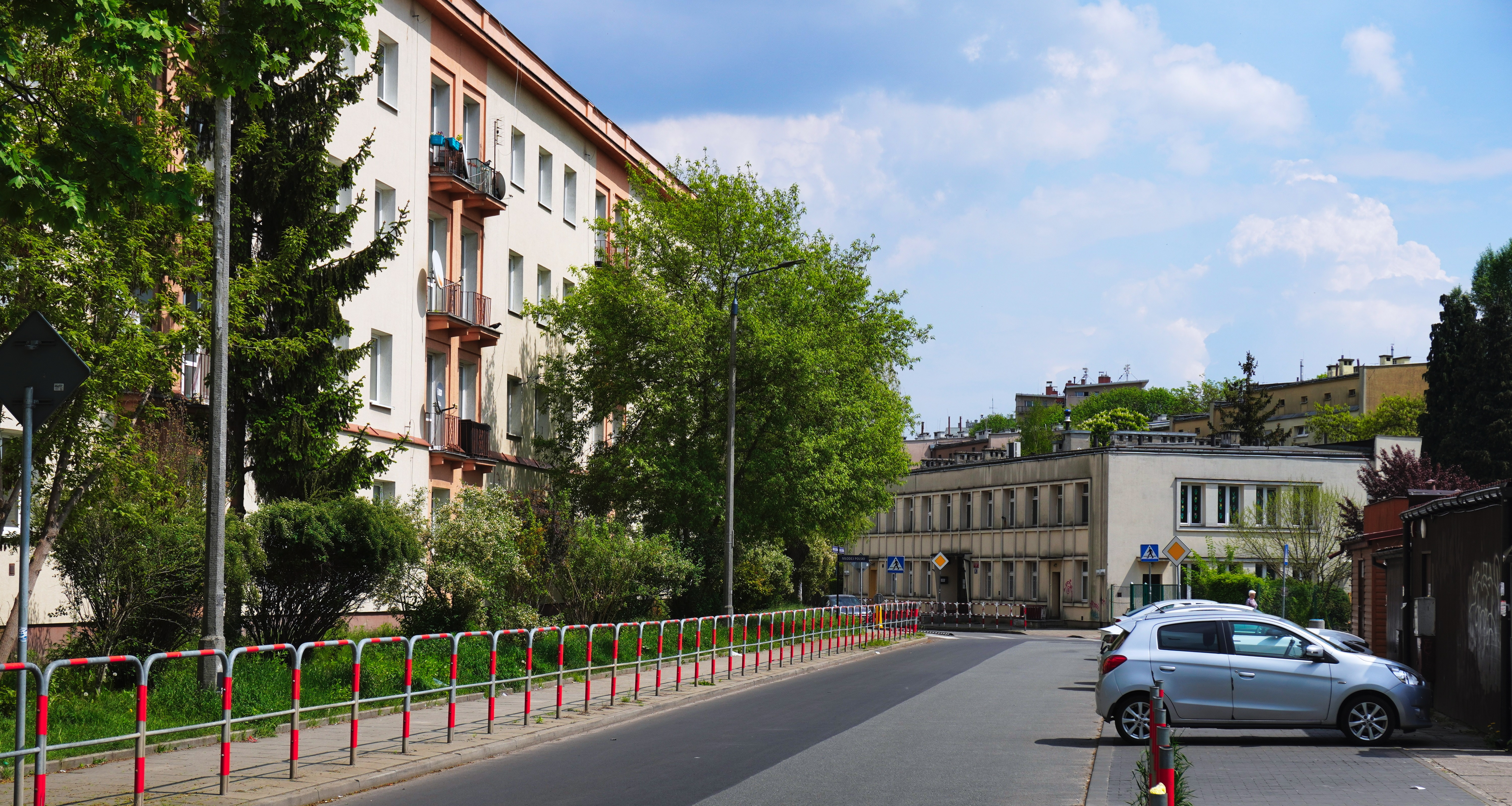
Ulica Jadwigi z Łobzowa
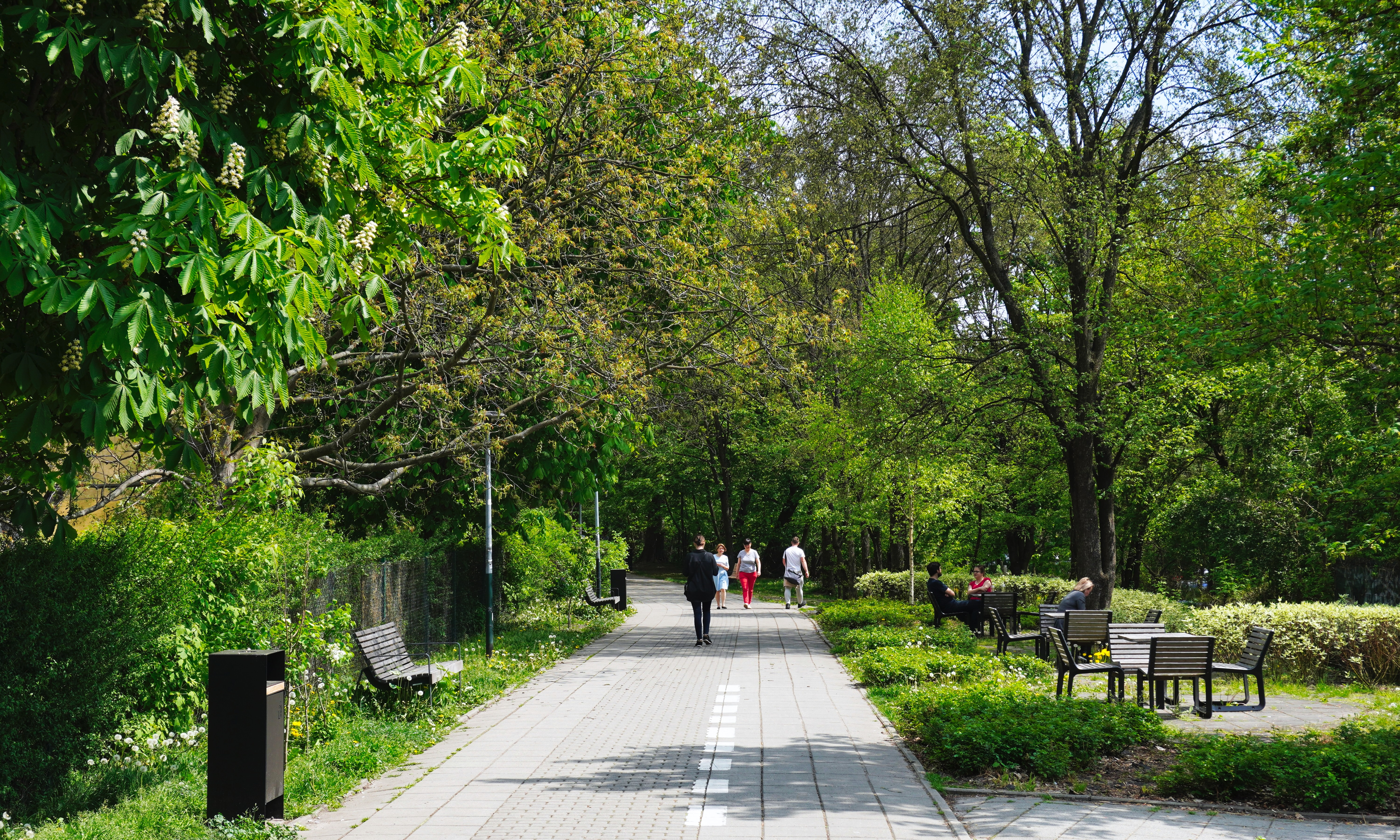
Park Młynówka Królewska w Łobzowie